# Ceremonias de entronización en España

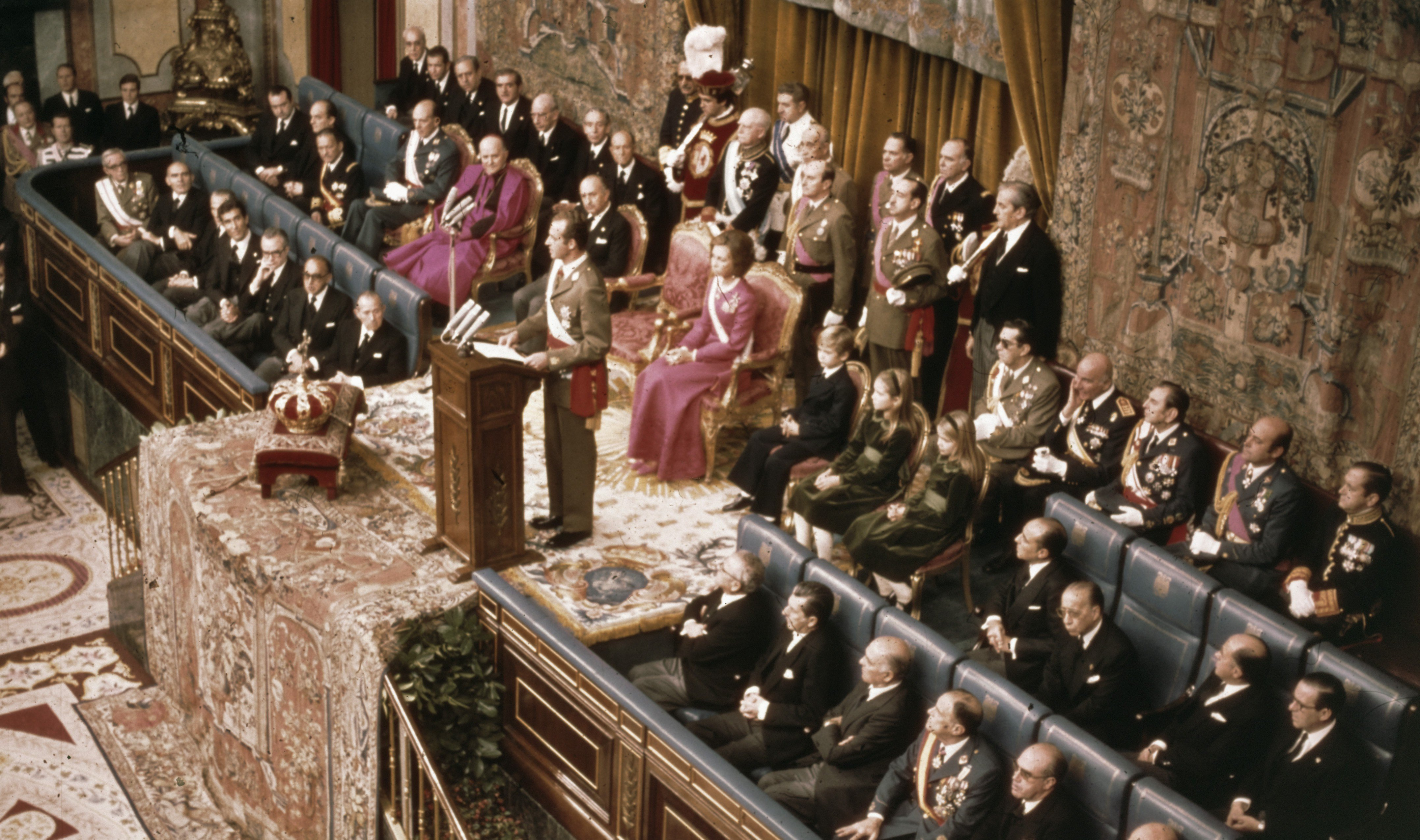
Acto de proclamación como rey el 22 de noviembre de 1975 ante las Cortes franquistas

Cada uno de los reinos cristianos peninsulares tuvo diferentes ceremonias de coronación, proclamación o jura al comienzo de los reinados o como reconocimiento de cada uno de los diferentes territorios que los componían. Para el caso del reino de Navarra, el rey o reina era alzado sobre un escudo por los ricoshombres.

## Etapa visigoda
Los visigodos decidían su monarquía por aclamación en asambleas de guerreros. Al menos desde Leovigildo, los reyes de Hispania poseían cetro, corona, espada y un manto púrpura. Los reyes visigodos prestaban un doble juramento al comienzo de cada reinado: el del rey al pueblo y el del pueblo al rey. El soberano era ungido con un aceite consagrado. 

## Reinos cristianos
Se desconoce qué ceremonia era llevada a cabo para entronizar a los monarcas en el reino de Asturias. Alfonso II de Asturias recibió el crisma el 14 de septiembre de 791 y fue el primero que abandonó el título de princeps para llamarse rex, adoptando los modos de la antigua corte visigoda de Toledo.

### León y Castilla
Ordoño II de León fue proclamado por una asamblea de magnates y coronado con una diadema real; se le impuso el óleo sagrado y tomó asiento en un trono.
Alfonso VII de León fue recibido en la iglesia Compostelana por el obispo Gelmírez y conducido hasta el altar donde están los restos del Apóstol Santiago; se le entregó el cetro, la corona y tomó asiento en el trono pontifical. En su segunda coronación, celebrada en 1126 a la muerte de su madre, doña Urraca, consta que tuvo lugar el alzamiento de un pendón. En 1135 fue coronado como emperador en la iglesia de Santa María de León, donde se le impuso un manto real, una corona y un cetro.
A partir del siglo XIII no hubo ceremonia solemne de coronación e incluso se dejó de ungir a los reyes. Se sustituyó todo esto por un besamanos de homenaje y por el alzamiento de un pendón.
Alfonso XI de Castilla quiso recuperar el boato de las coronaciones y organizó en el Monasterio de las Huelgas de Burgos un acto fastuoso auspiciado por el arzobispo de Santiago y cinco obispos más; el monarca fue ungido, se ciñó el mismo la corona y coronó después a su cónyuge. Este ceremonial tan elaborado fue diseñado específicamente para la coronación, pero no se llevó a cabo en los términos deseados porque el monarca no fue armado caballero (por haberlo sido nombrado caballero el año anterior) y porque se realizó en Burgos en vez de en Santiago de Compostela. El ceremonial también incluía todas las oraciones que debían ser recitadas.
No existe constancia de que ningún monarca de la Casa de Trastámara fuera ungido. Sí hay constancia de que se celebraron ceremonias de coronación en los casos de Enrique II y Juan I. Con Juan I parece fundamental ya la idea de hacer ondear el pendón en las villas de importancia, función que realizaba el alférez mayor al tiempo que decía la frase "Castilla, Castilla, Castilla, por el Rey Nuestro Señor don...", que era contestada por el clamor popular con un triple "Amén". Los reyes posteriores no fueron coronados.
Que el monarca se colocara la corona a sí mismo en lugar de colocársela el prelado implicaba que él no recibía su poder de nadie, sino que era monarca por su propio derecho.

### Aragón
La primera coronación documentada de Aragón es la de Pedro II en el templo de San Pancracio de Roma por el papa Inocencio III el 4 de febrero de 1204. En 1328 Alfonso IV se coronó poniéndose a sí mismo la corona, hecho que fue imitado por su hijo Pedro IV el Ceremonioso. También se autocoronaron Juan I, Martín I, Fernando I y Juan II.
Pedro IV reguló detalladamente las ceremonias de coronación y unción como complemento a sus Ordinacions, en 1336.
Las entronizaciones se encontraban alternadas o compaginadas con las juras, que en la Edad Media eran un juramento para respetar los privilegios de las ciudades, la nobleza y los particulares. Por ejemplo, Isabel la Católica fue a Guernica a jurar los fueros de Vizcaya. Aunque Fernando el Católico fue el último en jurar allí y las juras particulares de reyes y príncipes se abandonarán a partir de entonces.

### Navarra
El acceso del monarca al trono —no se coronaba sino que era aclamado por los tres estamentos del reino— estaba precedido por el juramento de este de mantener siempre los fueros del reino y de no "empeorarlos", al que seguía el de las Cortes estamentales -constituidas por el brazo eclesiástico, nobiliario y de poblaciones realengas de acatar su autoridad.
El acto lo presidía el obispo de Pamplona, cabeza del brazo eclesiástico de las Cortes, se solía celebrar en la catedral de Pamplona, y culminaba con el "levantamiento" del monarca sobre un escudo -pavés-, que sostenían los principales hombres del reino -"ricoshombres"-, para destacar de esta manara que "la dignidad a que le elevaban no era de sosiego y descanso sino un perpetuo desvelo del bien de los vasallos". En este momento los asistentes lo "aclamaban" al grito de "Real, real, real". La ceremonia concluía con el lanzamiento por el monarca "de su moneda sobre las gentes".
La reina Catalina de Foix y su consorte Juan de Albret, los últimos reyes privativos de Navarra, fueron alzados en el pavés en la catedral de Pamplona el 10 de enero de 1494. Catalina había recibido el reino hacía once años, pero la inestabilidad política le impidió tomar posesión solemnemente hasta que obtuvo el beneplácito de los monarcas de Castilla y Francia.
A partir de la conquista de Castilla del reino de Navarra (1512) se dejó de practicar el alzamiento en el pavés y el acto de reconocimiento del monarca estuvo centrado en el juramento de los fueros del Reino, por parte del soberano o su virrey, y en el juramento de fidelidad pronunciado por los diputados de las Cortes del reino de Navarra. Esta ceremonia se llevó a cabo durante el Antiguo Régimen. Se produjo por última vez en 1828 con ocasión de la visita de Fernando VII a la capital navarra, con independencia de que hacía veinte años que había accedido al trono.

## Edad Moderna
Durante los siglos XVI y XVII cuando moría el rey de España, el nuevo monarca simplemente era jurado por los grandes y los procuradores de los reinos, normalmente en alguna iglesia o monasterio. Aunque no había coronación, sí se llevaba a cabo el alzamiento del pendón real.
La entronización de Felipe V se produjo en tres actos. En primer lugar se le proclamó como soberano sin estar él presente en un tablado frente al Palacio Real a la muerte de Carlos II, se leyeron las proclamas y se alzó el pendón real. En segundo lugar en una ceremonia en el monasterio de San Jerónimo el Real, donde los procuradores castellanos le juraron y le reconocieron como rey. Un año después, fue su esposa en representación de Felipe a Zaragoza para ser jurado en la corte aragonesa.
Esa fue la última vez que las cortes tuvieron algún protagonismo en la proclamación. Su hijo Fernando VI fue proclamado en la plaza del Ayuntamiento de Madrid con el levantamiento del pendón por el alférez mayor de la villa y la invocación que era ya costumbre: "¡Castilla, Castilla, por el Rey don Fernando el sexto, nuestro señor, que Dios guarde!". Al día siguiente se cantó un Te Deum en la iglesia de san Jerónimo acompañado de un besamanos de toda la corte.

## A partir delsigloXIX

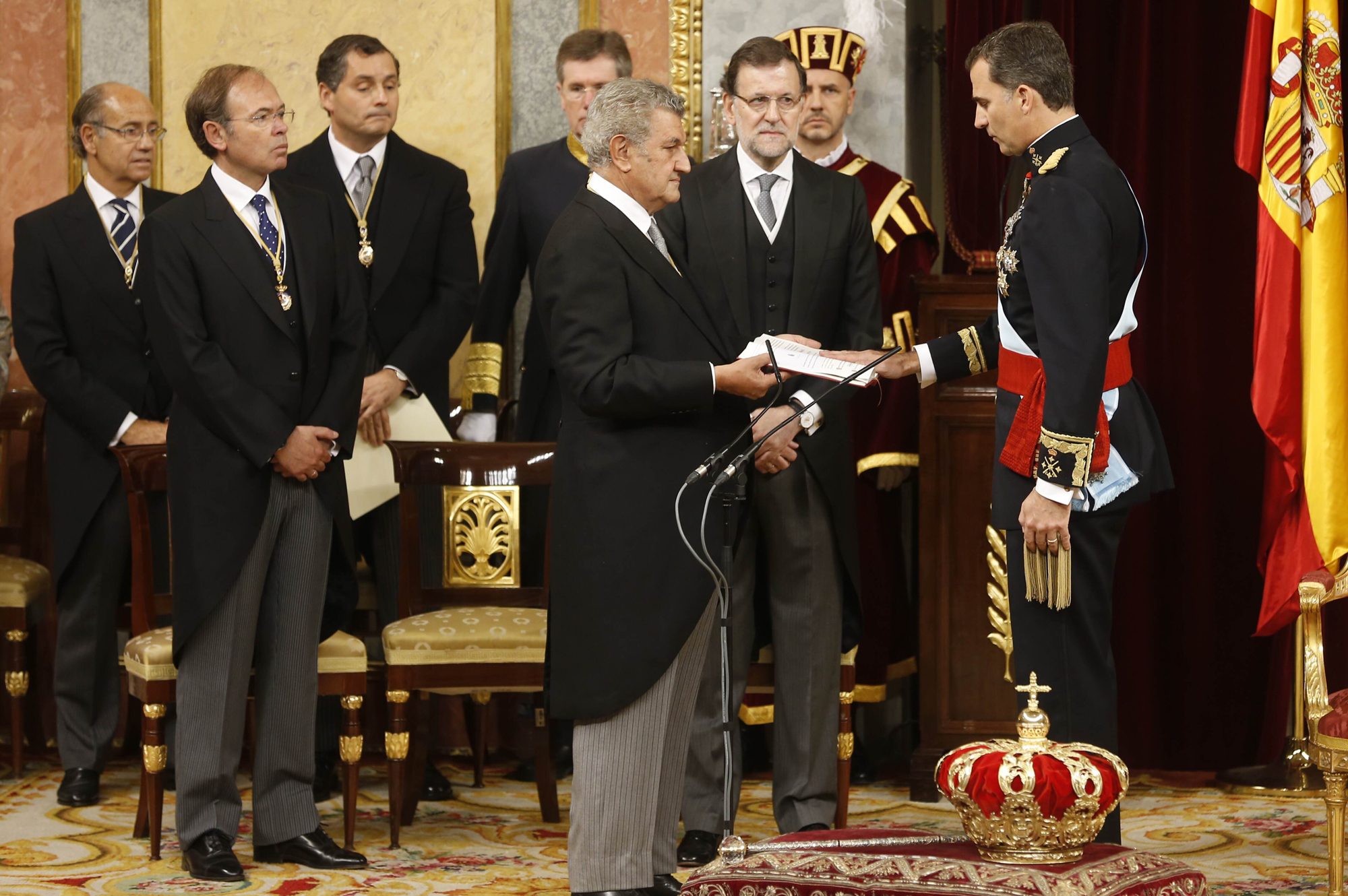
Felipe VI prestando juramento

El siglo XIX trajo consigo el constitucionalismo y con él la necesidad de que el monarca jurara fidelidad y obediencia a la Constitución. El artículo 173 de la Constitución de 1812 no sólo exigía esto como requisito para el acceso al trono sino que establecía el procedimiento. Sin embargo Fernando VII reinstauró el absolutismo, todas las constituciones posteriores (1837, 1845, 1869 y 1876) exigirán el juramento a la Constitución. Isabel II juró la Constitución de 1837 al alcanzar la mayoría de edad en 1845 en una ceremonia en el Senado.
Amadeo de Saboya juró la Constitución de 1869 en la Cámara Baja el 2 de enero de 1871. Unos días antes las propias Cortes habían aprobado su designación por haber sido destronada Isabel II. La Constitución de 1876 preveía también el juramento del monarca pero al estar Alfonso XII ya en el trono, se limitó a sancionarla en el Palacio Real. Alfonso XIII, rey desde que nació, juró la Constitución en un acto solemne en el Congreso de los Diputados el 17 de mayo de 1902.
Juan Carlos I fue proclamado rey en las Cortes en 1975 al tiempo que juraba las Leyes Fundamentales del Movimiento. Tres años más tarde, una vez restaurada la democracia, sancionó la Constitución de 1978 en el Congreso. Felipe VI fue proclamado rey el 19 de junio de 2014 en el Congreso de los Diputados en una ceremonia donde también juró la Constitución de 1978. Mientras que Juan Carlos completó el ceremonial con una misa votiva en la iglesia de san Jerónimo el Real, su hijo y sucesor prescindió de cualquier símbolo o ceremonia religiosa en su coronación.
A partir de Isabel II se ha utilizado siempre para las juras una corona del siglo XVIII y un cetro del siglo XVII.